# 小野谷信号場
小野谷信号場（おのたにしんごうじょう）は、滋賀県甲賀市にかつて存在した信楽高原鐵道信楽線の信号場である。
1991年（平成3年）12月8日以降はまったく使用されなかった（後述）。その後、2018年度（平成30年度）に廃止手続きが行われ、2021年度（令和3年度）までに信号設備や脇線線路など設備の撤去が完了している。

## 歴史
国鉄信楽線は特定地方交通線に指定され、1987年に第三セクター鉄道の信楽高原鐵道に転換されたが、1991年に滋賀県甲賀郡信楽町（現・甲賀市）で「世界陶芸祭セラミックワールドしがらき'91」が開催されるにあたり、それまで全線一閉塞で途中駅に列車交換設備のなかった同線の輸送力増強のために設置されたのがこの小野谷信号場である。
この信号所の設置で信楽高原鐵道は下請けの信号工事会社に信号システムの設計も依頼していたが、貴生川駅が西日本旅客鉄道（JR西日本）の管轄であったことから貴生川駅の設備改修は受託工事とはいえJR西日本の子会社が行った。この信号所の設置は世界陶芸祭の実行委員から鉄道輸送の要請を受けてのものであり、事業費約2億円は滋賀県と信楽町とが信楽高原鐵道に追加出資することで賄われた。直通列車乗り入れのためJR西日本も積極的に関与しており、完成後に実施された直通運転では、車両とともに乗務員も貸し出されていた。また、滋賀県と信楽町は「世界陶芸祭」を毎年開催していくことで、世界へ発信するだけでなく、鉄道による観光輸送につなげたい思惑もあった。
同年3月16日、従来の本線に側線を貼り付ける形で当信号場が完成し供用が開始された。線形からすれば一線スルーの構造であったが、それぞれが上下列車の主本線とされた単純な列車交換用のものだった。なお安全側線はどちらにも設置されなかった。
だが、工事認可後にJR西日本と信楽高原鐵道がそれぞれバラバラに、無認可でこの信号の制御論理を改造し、報告しなかったことや、待機しているべき対向列車が不在にもかかわらず青信号でJR西日本の運転士が列車を進めたこと、信楽高原鐵道が赤信号にもかかわらず列車を強引に出発させたことが原因で、同年5月14日にJR西日本から乗り入れる臨時快速列車「世界陶芸祭号」と信楽高原鐵道の普通列車とがこの信号場の信楽寄りで正面衝突する大事故（信楽高原鐵道列車衝突事故）を起こし、42名の死者と614名の負傷者を出した。
事故後、信楽線は約7か月間運休し、その間滋賀県警察による信号場の走行試験を含む作動調査などが行われた。その後1991年12月8日に運転を再開したが、このとき閉塞方式をスタフ閉塞に変更したため、当信号場の使用は停止された。その際、証拠保全のため信号機には無効を示す白いバツ印を付けられ、一連の裁判の終結後にバツ印は取り外された。信号場は使用されなくなったが、鉄道施設は一度廃止すると再認可が難しいため設備はほぼ事故当時のまま残された。そのため信号機は横向きにされただけで分岐器を始めとする線路や信号機など設備は残された。しかし、利用計画はなく維持管理費も要することから、信楽高原鉄道と甲賀市は廃止手続きに入ることで合意し、2018年11月に国土交通省から廃止の認可が下りた。
2020年までに分岐器は取り外され、上り線の線路も撤去された。さらに2021年度中に信号設備や脇線線路など設備の撤去が完了した。
撤去した設備の跡地には、2022年2月に桜の木、8本が植樹されている。

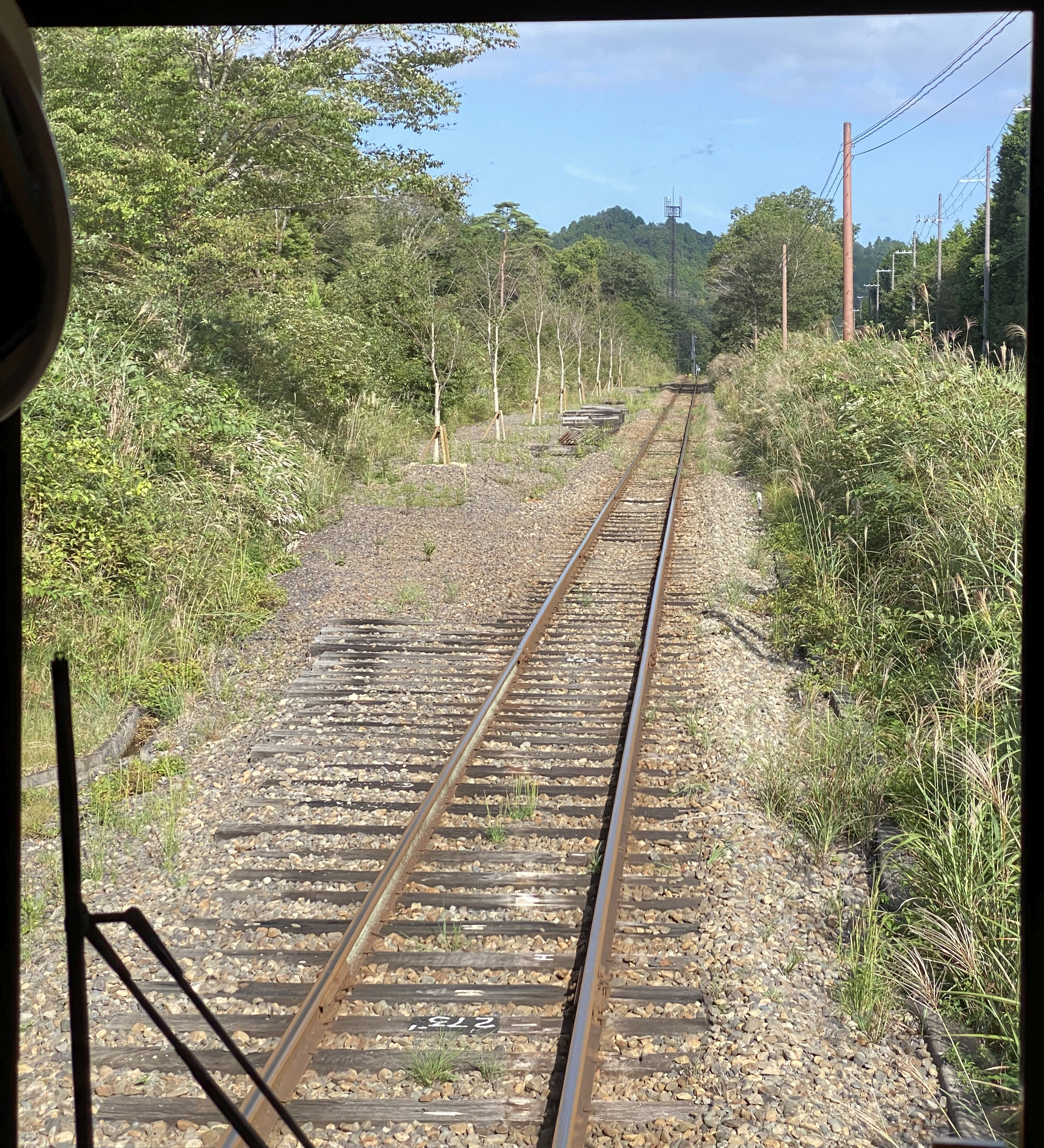
設備撤去後の信号場（2022年9月、列車内から）

## 隣の駅
信楽高原鐵道
信楽線
貴生川駅 - 小野谷信号場 - 紫香楽宮跡駅